# Agriades pheretiades
Agriades pheretiades is een vlinder uit de familie van de Lycaenidae. De wetenschappelijke naam van de soort is, als Lycaena pheretiades, voor het eerst geldig gepubliceerd in 1843 door Eduard Friedrich Eversmann.

## Ondersoorten
- Agriades pheretiades pheretiades
- Agriades pheretiades andarabi (Forster, 1937)
- Agriades pheretiades danya
- Agriades pheretiades forsteri Sakai, 1978 (ook wel als Agriades forsteri opgevat)
- Agriades pheretiades ishkashimensis Charmeux & Desse, 2011
- Agriades pheretiades lara
- Agriades pheretiades micrus (Avinoff, 1910)
- Agriades pheretiades pheres (Staudinger, 1886)
  - = Agriades pheretiades pheretulus Staudinger, 1886
- Agriades pheretiades pseudomicrus Tshikolovets, 1997
- Agriades pheretiades sveta
- Agriades pheretiades tekessanus (Alphéraky, 1897)
- Agriades pheretiades walli (Evans, 1912)